# Nisko
Nisko (pronunciación polaca: [ˈɲiskɔ]) es una ciudad polaca, capital del distrito homónimo en el voivodato de Subcarpacia. Dentro del distrito, es la capital del municipio homónimo. Está bañada por las aguas del río San y cuenta con una población de 15.453 habitantes.
Se conoce la existencia de la localidad desde 1439, cuando se menciona en un documento de Vladislao III Jagellón. Probablemente fue fundada en la segunda mitad del siglo XIII, como resultado del asentamiento en el bosque de Sandomierz de habitantes de aldeas destruidas durante la invasión mongola de Europa. Por su ubicación junto al bosque y al río, basó su economía en la producción y transporte fluvial de madera para la construcción. Fue durante siglos una localidad rural, hasta que se produjo un desarrollo urbano como capital distrital durante su pertenencia al Imperio Habsburgo en la segunda mitad del siglo XIX.
En Nisko hay seis barrios: Barce, Malce, Moskale, Warchoły, Podwolina y Centrum. La ciudad está comunicada con Stalowa Wola gracias a dos líneas de autobuses. Su mejor equipo de fútbol es el Sokół Nisko.